# Zielona winnica
Zielona winnica (hol. De groene wijngaard, ang. The Green Vineyard) – obraz Vincenta van Gogha namalowany we wrześniu 1888 roku, podczas jego pobytu w miejscowości Arles.
Nr kat.: F 475, JH 1595.

## Historia i opis
Obraz przedstawia to samo miejsce, co Czerwona winnica, został jednak namalowany miesiąc wcześniej.
Van Gogh wspomniał o obrazie w liście do brata Theo z 3 października 1888:
Ah! Moje studium winnicy – harowałem nad nim w pocie czoła, ale już skończyłem. Kolejne płótno rozmiaru 30, i tym razem do dekoracji domu.
a jego opis zawarł w liście do Gauguina z tego samego dnia:
Jestem nadzwyczaj rozgorączkowany w tych dniach, w tej chwili zmagam się z pejzażem z błękitnym niebem ponad ogromną zieloną, purpurową i żółtą winnicą z czarnymi i pomarańczowymi pędami. Małe figurki kobiet z czerwonymi parasolkami i drobne figurki zbieraczy winogron z małymi wózkami jeszcze bardziej ją ożywiają. Z przodu szary piasek. Jeszcze jedno płótno rozmiaru 30 dla dekoracji domu.